# Гизела Швабска
Гизела Швабска (на немски: Gisela von Schwaben, Gisela von Limburg, * 11 ноември 989 или на 13 ноември 990, сп. гробната плоча 999; † 15 февруари 1043, Гослар) e от 21 септември 1024 г. германска кралица и от 26 март 1027 г. германска императрица като съпруга на императора на Свещената римска империя Конрад II. Тя е майка на император Хайнрих III. Преди нейния брак с Конрад, Гизела е била два пъти женена.

## Биография
Гизела произлиза от фамилията Конрадини и е потомък осма или девета генерация на Каролингите. Тя е дъщеря на Херман II († 1003), херцог на Швабия, и на Герберга Бургундска († 1019), дъщеря на крал Конрад III (крал на Бургундия от Велфите) и Матилда Френска. Нейният брат Херман III, (херцог на Швабия; † 1 април 1012), e последният член на Конрадините.
Гизела Швабска се омъжва за пръв път през 1002 г. за граф Брун I (граф на Брауншвайг, от род Лиудолфинги, основател на род Брунони) († 1012/1014). С него тя има син Людолф († 23 април 1038), който се жени за Гертруда от Фризия († 1077).
През 1014 г. Гизела се омъжва за Ернст I (херцог на Швабия от Бабенбергите), който умира по време на лов на 31 март 1015 г. (или 31 май). С него тя има двама сина, Ернст II († 17 авугуст 1030) и Херман IV († лятото 1038). До третия си брак Гизела води формално регентството на сина си Ернст II.
Гизела се омъжва за трети път 1016 или 1017 г. за близкия си роднина Конрад II (1027 – 1039, император на Свещената Римска империя) от Салическата династия. Тя му ражда три деца:
- Хайнрих III (1046 – 1056 император на Свещената Римска империя)
- Беатрикс († 26 септември 1036)
- Матилда (* 1027; † януари 1034), сгодена за Анри I.

Гизела е наследничка на Херцогство Швабия и чрез майка си след смъртта на нейния чичо Рудолф III (1032) също на Кралство Бургундия. Тя е съветничка на съпруга си Конрад II.
Гизела умира на 14 или 15 февруари 1043 г. от дизентерия. Тя е погребана в църквата на Шпайер.